# سیارک ۱۲۸۵۰
سیارک ۱۲۸۵۰ (به انگلیسی: 12850 Axelmunthe، نامگذاری:1998CO3) دوازده هزار و هشتصد و پنجاهمین سیارک کشف شده‌است که در ۶ فوریه ۱۹۹۸ کشف شد.
قدر مطلق سیارک برابر ۲۰.۴ است.